# Vintilă Brătianu
Vintilă Brătianu (Bucarest, 16 settembre 1867 – Bucarest, 22 dicembre 1930) è stato un politico rumeno, primo ministro della Romania dal 24 novembre 1927 al 2 novembre 1928.